# لیگ برتر فوتبال افغانستان
لیگ برتر افغانستان، لیگ حرفه ای فوتبال مردان افغانستان است که توسط فدراسیون فوتبال افغانستان (AFF) در زمان جمهوری اسلامی افغانستان تا سال ۱۳۹۹ اداره می شد. این لیگ بالاترین سطح مسابقات قهرمانان فوتبال در افغانستان می‌باشد و در سال ۱۳۹۱ تأسیس شده‌است  باشگاه های موفق لیگ برتر افغانستان به مسابقات قاره ی، جام AFC نمی توانستند راه پیدا کنند.  همه بازی ها در استادیوم فدراسیون فوتبال افغانستان در کابل انجام می شد. این مسابقات جایگزین لیگ برتر کابل بود.
لیگ برتر افغانستان در سال ۱۳۹۹ منحل شد و به جای آن لیگ قهرمانان افغانستان در زمان دولت امارت اسلامی افغانستان اجرا شد.

## تاریخچه
این لیگ در سال ۱۳۹۱ با اولین فصل در سپتامبر و اکتبر همان سال, تاسیس شد. ٨ تیم به طور همزمان در سال ۱۳۹۱ تاسیس شدند تا به عنوان رقبای اصلی شناخته شوند.
قبل از ۱۳۹۱، لیگ فوتبال در افغانستان به ٧ گروه تقسیم می شد که کشور را تحت پوشش خود قرار می دادند.
بازیکنان لیگ با کمک استعدادیابی واقعیتی تلویزیونی به نام میدان سبز (زمین سبز)توسط مختار لشکری، ستاره مجری گری تلویزیون طلوع که بسیار شبیه به نمایش اپرا وینفری افغانستان بود، هدایت می شد.
این خلاقیت از فدراسیون فوتبال افغانستان و گروه رسانه ی موبی مستقر در افغانستان شکل گرفت که دارای تعدادی کانال تلویزیونی و ایستگاه های رادیویی و بزرگترین گروه رسانه ای در کشور است. کانال های گروه موبی مسابقات را پخش می کنند.  بازیکنان توسط هیئت منصفه و مخاطبان تلویزیون در ٣۴ ولایت (استان) و هشت منطقه بزرگ به تیم ها رأی می دادند که هشت تیم ١٨ نفره و از هر منطقه یک تیم تشکیل شدند.
شورای عالی صلح افغانستان ایجاد و توسعه لیگ را به عنوان فرصتی برای ایجاد صلح و ثبات در افغانستان ستوده است. این روند فرصت هایی را بزرگی را به اقلیت هایی مانند هزاره که با آنها به عنوان طبقه پایین برخورد می شد, داده است. بسیاری از بازیکنان و هواداران دچار آسیب دیدگی قابل توجهی شده اند که لیگ به عنوان نوعی درمان برای آنها عمل می کند. همراه با لیگ کریکت شپگیزه که در سال ۱۳۹۲ آغاز شد, فوتبال لیگ برتر افغانستان یکی از معدود مسابقات بزرگ ورزشی در افغانستان است که افغان ها را از خشونت زندگی روزمره راحت می کند.
باشگاه فوتبال شاهین آسمایی موفق به کسب ۵ عنوان قهرمانی لیگ برتر افغانستان در (۱۳۹۲، ۱۳۹۳، ۱۳۹۵، ۱۳۹۶، ۱۳۹۹) شده اند. آنها تنها تیمی هستند که در هشت فصل متوالی (۱۳۹۲-۱۳۹۹) به فینال لیگ برتر افغانستان راه یافته اند.

## تیم‌های حاضر
تیم های رقابت کننده لیگ برتر افغانستان در ۱۳۹۹ قرار ذیل است:
- طوفان هریرود، نماینده بخش باختری کشور
- شاهین آسمایی، نماینده بخش کابل بزرگ کشور
- سیمرغ البرز، نماینده بخش شمالی کشور
- عقابان هندوکش، نماینده بخش میانی کشور
- موج‌های آمو، نماینده بخش شمال خاوری کشور
- قهرمانان میوند، نماینده بخش جنوب باختری کشور
- بازهای اسپین غر، نماینده بخش جنوبی کشور
- موج‌های اباسین، نماینده بخش جنوب خاوری کشور

## پوشش رسانه ای
گروه رسانه های خصوصی موبی دارای حقوق رسمی برای پوشش دادن تمام مسابقات APL است.  این مسابقات به صورت زنده از دو کانال تلویزیونی این شرکت در افغانستان یعنی طلوع و لمر پخش می شود و همچنین در مورد ایستگاه های رادیویی آنها ، رادیو آرمان و Arakozia FM ، تفسیرهای زنده ارائه می شود.  این مسابقات همچنین در بزرگترین وب سایت اشتراک ویدیوی یوتیوب در صفحه رسمی یوتیوب لیگ به صورت زنده در دسترس است.

## قهرمانان
| سال  | قهرمان          | نتیجه پایانی  | نایب قهرمان    | برترین امتیاز (کفش طلا)                                       | گل ها |
| ---- | --------------- | ------------- | -------------- | ------------------------------------------------------------- | ----- |
| ۱۳۹۱ | طوفان هریرود    | ۱–۲           | سیمرغ البرز    | سید احمد ضیا موسوی (طوفان هریرود)                             | ۸     |
| ۱۳۹۲ | شاهین آسمایی    | ۳–۱ وقت اضافی | سیمرغ البرز    | حمیدالله کریمی (طوفان هریرود)، حشمت‌الله بارکزی (شاهین آسمایی) | ۷     |
| ۱۳۹۳ | شاهین آسمایی    | ۳–۲           | عقابان هندوکش  | محمدرضا رضایی (عقابان هندوکش)                                 | ۶     |
| ۱۳۹۴ | بازهای اسپین غر | ۳–۳ پنالتی    | شاهین آسمایی   | مصطفی افشار (قهرمانان میوند)                                  | ۵     |
| ۱۳۹۵ | شاهین آسمایی    | ۲–۱ وقت اضافی | قهرمانان میوند | امرالدین شریفی (شاهین آسمایی)                                 | ۶     |
| ۱۳۹۶ | شاهین آسمایی    | ۴–۳ وقت اضافی | قهرمانان میوند | امرالدین شریفی (قهرمانان میوند)                               | ۵     |
| ۱۳۹۷ | طوفان هریرود    | ۱–۰ وقت اضافی | شاهین آسمایی   | یارمحمد زاکرخیل (طوفان هریرود)                                |       |
| ۱۳۹۸ | طوفان هریرود    | ۱–۰ وقت اضافی | شاهین آسمایی   | رئوف قادری (شاهین آسمایی)                                     |       |
| ۱۳۹۹ | شاهین آسمایی    | ۱–۰           | سیمرغ البرز    | جاوید میرزاد (عقابان هندوکش)، مصطفی رضایی (سیمرغ البرز)       | ۳     |

### پرافتخارترین باشگاه‌ها
| باشگاه          | تعداد قهرمانی | سال‌های قهرمانی               |
| --------------- | ------------- | ---------------------------- |
| شاهین آسمایی    | ۵             | ۱۳۹۲، ۱۳۹۳، ۱۳۹۵، ۱۳۹۶، ۱۳۹۹ |
| طوفان هریرود    | ۳             | ۱۳۹۱، ۱۳۹۷، ۱۳۹۸             |
| بازهای اسپین غر | ۱             | ۱۳۹۴                         |

## حمایت
روشن تلکام حامی عنوان لیگ برتر افغانستان است و پس از آن به عنوان لیگ برتر افغانستان روشن نامگذاری می شود.  شرکای رسمی لیگ برتر افغانستان بانک بین المللی افغانستان و هامل اینترنشنال هستند که کیت تیم ها را تهیه می کنند.